# Parafia św. Jerzego w Orzyszu
Parafia św. Jerzego – parafia prawosławna w Orzyszu, w dekanacie Olsztyn diecezji białostocko-gdańskiej.
Na terenie parafii funkcjonuje 1 cerkiew:
- cerkiew św. Jerzego w Orzyszu – parafialna

## Historia
Pierwsi wyznawcy prawosławia pojawili się w Orzyszu w 1947 r. Byli to dawni mieszkańcy południowego Podlasia, przesiedleni w ramach akcji „Wisła”. Parafia została erygowana w 1951 r. Początkowo nabożeństwa odprawiano w prywatnym mieszkaniu, później pozyskano pomieszczenie, w którym urządzono stałą kaplicę. Po rozpoczęciu powrotów na ojcowiznę liczba parafian znacznie się zmniejszyła. W 1971 r., kiedy stan techniczny ówczesnej kaplicy uniemożliwiał dalsze jej użytkowanie, wspólnocie przekazano część dawnej kaplicy ewangelicko-augsburskiej, gdzie urządzono cerkiew. W 1981 r. parafia zaczęła użytkować całą kaplicę, jednak znajdujące się w tym samym budynku mieszkanie pozostało w rękach prywatnych. Do 2015 r. nabożeństwa w cerkwi odbywały się raz w miesiącu.
Od 2017 r. corocznie (w dniu 25 grudnia) w cerkwi celebrowana jest bożonarodzeniowa Święta Liturgia w języku rumuńskim dla żołnierzy rumuńskich stacjonujących w ramach grupy operacyjnej w Orzyszu.
W 2017 r. parafia wykupiła cały budynek, który następnie gruntownie wyremontowano. Po zakończeniu prac, obiekt został 14 września 2019 r. poświęcony przez arcybiskupa białostockiego i gdańskiego Jakuba.
W 2018 r. parafia liczyła kilkanaście osób. Nabożeństwa odprawiane są dwa razy w miesiącu.

## Wykaz proboszczów
- 1951–1953 – ks. Anatol Bondar
- 1954–1958 – ks. Aleksander Mamczur
- 1958–1968 – ks. Paweł Biełoboki
- 1968–1970 – ks. Aleksander Makal
- 1970–1974 – ks. Walerian Antosiuk
- 1974–1982 – ks. Aleksander Szełomow
- 1982–1985 – ks. Stefan Urbanowicz
- 1985–1987 – ks. Mikołaj Sidorski
- 1987–1995 – ks. Jerzy Czurak
- 1995–2000 – ks. Bazyli Omeliańczyk
- 2000–2002 – ks. Igor Siegień
- 2002 – ks. Piotr Kosiński
- 2002–2015 – ks. Adam Stefanowicz
- od 2015 – ks. Jarosław Kupryjaniuk